# 立法議会
立法議会（りっぽうぎかい、仏: Assemblée législative）は、フランス革命期の1791年10月1日から1792年9月5日まであった、フランス立憲王国の立法府である。フランス初の立憲君主制政体の議会であった。一院制で、憲法制定国民議会によって制定された1791年憲法に従って召集され、8月10日事件の後、国民公会のための議員選挙を行ってから解散した。正式名称は立法国民議会（仏: Assemblée nationale législative）であり、立法議会は略称である。

## 概要
1789年8月26日のフランス人権宣言の原理は、その後の革命の急展開により修正を迫られた。平等主義の萌芽が慎重に取り除かれた1791年憲法では、人権宣言は冒頭に掲げられてはいるが、言論や身分的、あるいは経済的な自由の保証に留まって、ブルジョワジーの優位を確定するような方向で、議会や選挙制度にも制限が設けられた。同法においては、市民権は全フランス人が持つわけではなかった。参政権は「大きな社会的企業の株主たる」能動的市民（男性）に限定された。受動的市民は「公権の形成に積極的に参加する」権利を持たないとされ、300万人とも言われる無産市民は選挙権・被選挙権を持たず、政治から排除された。土地改革も棚上げ状態で、2000万ともいわれる農民は最初から無視されていた。さらに代議制は二重の間接選挙制で、有権者が議員を選ぶ選挙人を選ぶという方式であり、選挙人となるにはさらに厳しい財産資格が設定されていた。このため当時のフランスの有権者は約430万人と人口の17%ほどとなり、選挙人に至っては5万人程度と推定され、それは人口の0.2%ほどに過ぎなかった。よって実際には、アンシャン・レジームの頃の貴族や僧侶といった特権身分が独占していた政治参加の権利が、そのままブルジョワジーに入れ替わっただけでなく、身分制議会のときよりも有権者の数が減ったという点においては民主主義の後退で、事実上、上流ブルジョワの政治独占を意味した。「旧体制の廃墟の上に自由主義原理を打ち立てた」と表現されるこの体制を、91年体制と呼ぶが、パリのサン・キュロットにとっては大いに不満の残る制度だった。
1791年9月30日、憲法制定国民議会が目的を達して解散した時、議員ロベスピエールの提案により、法を作った者がその法の恩恵に与るのはいかがなものかということで、制憲議員であった者は新議会にはなれないように決議されたが、結果的に10月1日に集まった立法議員はほぼすべてが新人議員という経験に乏しい議会となった。「国民議会」は継続されたが、議員を総入れ替えしたわけである。しかし未熟な政治は、いたずらに対立するばかりで、無計画の戦争を起こしたり、党派主義による政治の停滞を招き、従来の財政再建といった宿題を解決できぬまま、戦況の悪化や、ルイ16世の拒否権乱発の前にさじを投げ、崩壊するに至った。空の国庫、暴落する為替通貨、アッシニアは紙同然となり、規律のない陸軍、士官のいない海軍、国内外の混乱と混沌が後には残された。これらが立法議会が1年も続かずに短命に終わった原因である。
1792年、8月10日事件で起こったことの背景には、共和派が自治市会（）のような直接民主制をベースにした民衆の直接行動を原動力としたことにあり、フランス革命の主体は、ブルジョワジーからサン・キュロット（別の言い方をすればプロレタリアート）に決定的に移っていった。つまりは事件は、立法議会で参政権がないとされた彼らが、王政のみならず議会も転覆させた第二の革命という性格があったということで、以後の革命の急進化は必然だったと言える。
他方、立法議会では、現在も使われる右翼や左翼という派閥イデオロギーの表現も登場した。議長席からみて右側が王党派や立憲君主派、つまりフイヤン派が議席を占め、左側が共和派であるジャコバン派（ジロンド派を含む）が議席を占めて、討論をしたからである。ちなみに立法議会では、フイヤン派の方がジャコバン派よりも数が多かったが、両派閥とも最多派閥ではなく、中立派と呼ばれる態度不鮮明の議員が最も数が多かった。政党政治ではなく党が存在しなかったので、議員は個々人の政治信条に従って行動したが、全員が国王に忠誠を誓った身であり、立法議会は君主国家の議会であって、共和派は最後まで少数の急進派に限られた。

## 特徴

### 権力

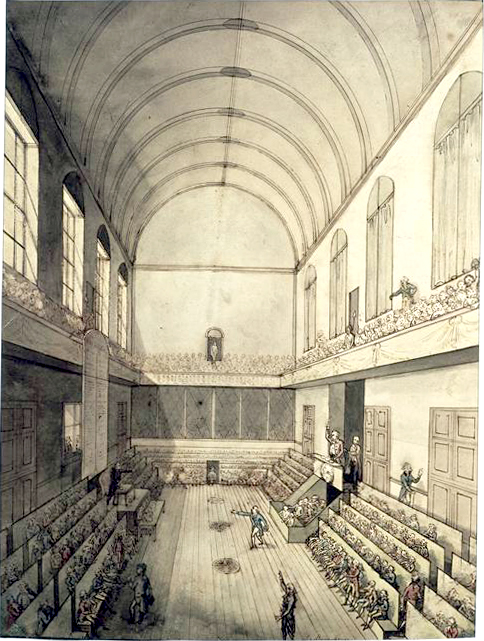
議場は引き続き屋内馬術練習場

- 公民は、国民と憲法と国王に忠実であることを誓う義務がある（第2編第5条）
- 国民主権: 主権は国民に属する（第3編第1条）
- フランスは代議制で、代表者（元首）は立法府（つまり立法議会）と国王の両方（第3編第2条）
- 政府は君主制で、執行権は国王に委任される（第3編第4条）
- 国王は拒否権を持ち、立法過程を停止することができる。その判断は2ヶ月以内に行わなければならない。拒否された法案は同じ会期中には再提出できないが、次の会期に新たな議会が同じ法案を2度目の可決すると裁可されたと見なされ、国王が再び署名を拒否しても、さらに次の会期の新たな議会が3度目の可決をすると、法律は国王の署名が無くても発効する（第3編第3章第3節第1〜6条）
- 開戦権は、国王の戦争提案によって発議され、国王の裁可する立法府の法令によって決定される
- 最高執行権（統帥権を含む行政権全般）は国王に属する。また外交権も同じ

### 議会制度
- 一院制議会：議員総数は745名
- 議会は常設で、解散できず、会期は2年間。5月の第1月曜日に議会自らによって召集される[注釈 3]
- 議員は開催にあたって必ず「自由に生きるか、さもなくば死す」との宣誓を行う
- 議員は2年ごとに選挙を行って改選される（議員の任期は2年[注釈 4]）
- 議会の職務：歳出の策定、歳入の監視、租税の設定、貨幣の鋳造、軍隊の編成ほか
- 議員は大臣に任命されることができず、立法府と行政府はそれぞれ独立している（非議院内閣制）
- 国王はいかなる立法の権限も持たない（第3編第4章第1節）
- 国王（および大臣[注釈 5]）には議会を解散する権限はない（第3編第5条）
- 議会は内閣閣僚を監視する役割を持ち、大臣が憲法を犯した場合には国家高等法院に起訴することができた
- 議員には不逮捕特権はないが、起訴手続きを進めるには立法府の同意が必要（第3編第5節第8条）

### 選挙制度
- 制限選挙：有権者は、能動的市民と定義され、それは不動産を所有してフランスに居住するフランス人で、少なくとも3労働日[注釈 6]に値する直接税を払った満25歳以上の男性に限られる。また奉公人や召使いなど被雇用者は富裕者でも資格はない（第3編第2節第2条）

（財産資格あり、女子供、未帰化の外国人、無産市民、賃金労働者には選挙権がない）
- 間接選挙：有権者は所定の人数の選挙人を選ぶ。選挙人は、能動的市民であり、かつ人口6,000人以上の都会では200労働日に等しい所得か財産所有、それ以外の田舎では150労働日に等しい所得か財産所有あるいは住居の賃貸収入、または400労働日に相当する小作地の折半小作人または小作人[注釈 7]であることを、納税台帳で事前に認められる必要がある（第3編第2節第7条）

（事実上、選挙人は上流ブルジョワと地主らに限定され、彼らが議員を選ぶことになる）
- 選ばれた選挙人は小郡（）ごとの選挙人会に集まって選挙し、その県の能動的市民（選挙人自身も含む）の中から所定の人数の議員と補欠候補を選ぶ（第3編第3節第1〜3条）
- ただし大臣や中央機構の官吏、徴税官、王室の文武官、司法関係者は議員にはなれず、地方の行政官や官吏、国民衛兵隊指揮官等は、議員との兼任は許されない（第3編第3節第4条）